# Ma’ale ha-Chamisza
Ma’ale ha-Chamisza (hebr.  מעלה החמישה; ang. Ma'ale HaHamisha; pol. Powstanie Pięciu) – kibuc położony w Samorządzie Regionu Matte Jehuda, w Dystrykcie Jerozolimy, w Izraelu. Członek Ruchu Kibuców (Ha-Tenu’a ha-Kibbucit).

## Położenie
Leży w górach Judei, w pobliżu głównej drodze z Jerozolimy do Tel Awiwu.

## Historia
Kibuc został założony w 1938 roku przez imigrantów z Polski i Europy.

## Gospodarka
Gospodarka kibucu opiera się na rolnictwie.